# Struthio orlovi
Struthio orlovi je izumrla prapovijesna ptica neletačica iz roda nojeva, reda nojevki. Ovaj noj živio je u kasnom miocenu. Njegovi fosili nađeni su u Moldaviji.